# Zschopau
Zschopau (česky Sapava, zastarale Čopava) je velké okresní město v německé spolkové zemi Sasko v zemském okresu Krušné hory. Má přibližně 9 000 obyvatel. Nachází se v Krušných horách zhruba 10 km jihovýchodně od Saské Kamenice nad údolím stejnojmenné řeky. Město je známé dlouhou historií výroby motocyklů značek DKW a následně MZ. Od roku 2021 využívá oficiální označení Motorradstadt (přeložitelné jako motocyklové město) vkládané před samotný název.

## Název
Město je pojmenované podle řeky, která jím prochází. Název je slovanského původu. Základem by mělo být slovo skapp, tedy skála nebo útes, případně hloubit, protínat, které tak popisuje právě zdejší údolí řeky. Na toto slovo odkazuje první historický tvar jména Schapa případně i český název Sapava.  Od prvně zmíněného Schapa v roce 1286 se název vyvíjel skrze tvary jako Czappe v roce 1392, Tsczhope roku 1414, Zcschope roku 1429, Zschapaw v roce 1485 a blížícímu se Zschopaw zmíněnému v roce 1540.

## Historie

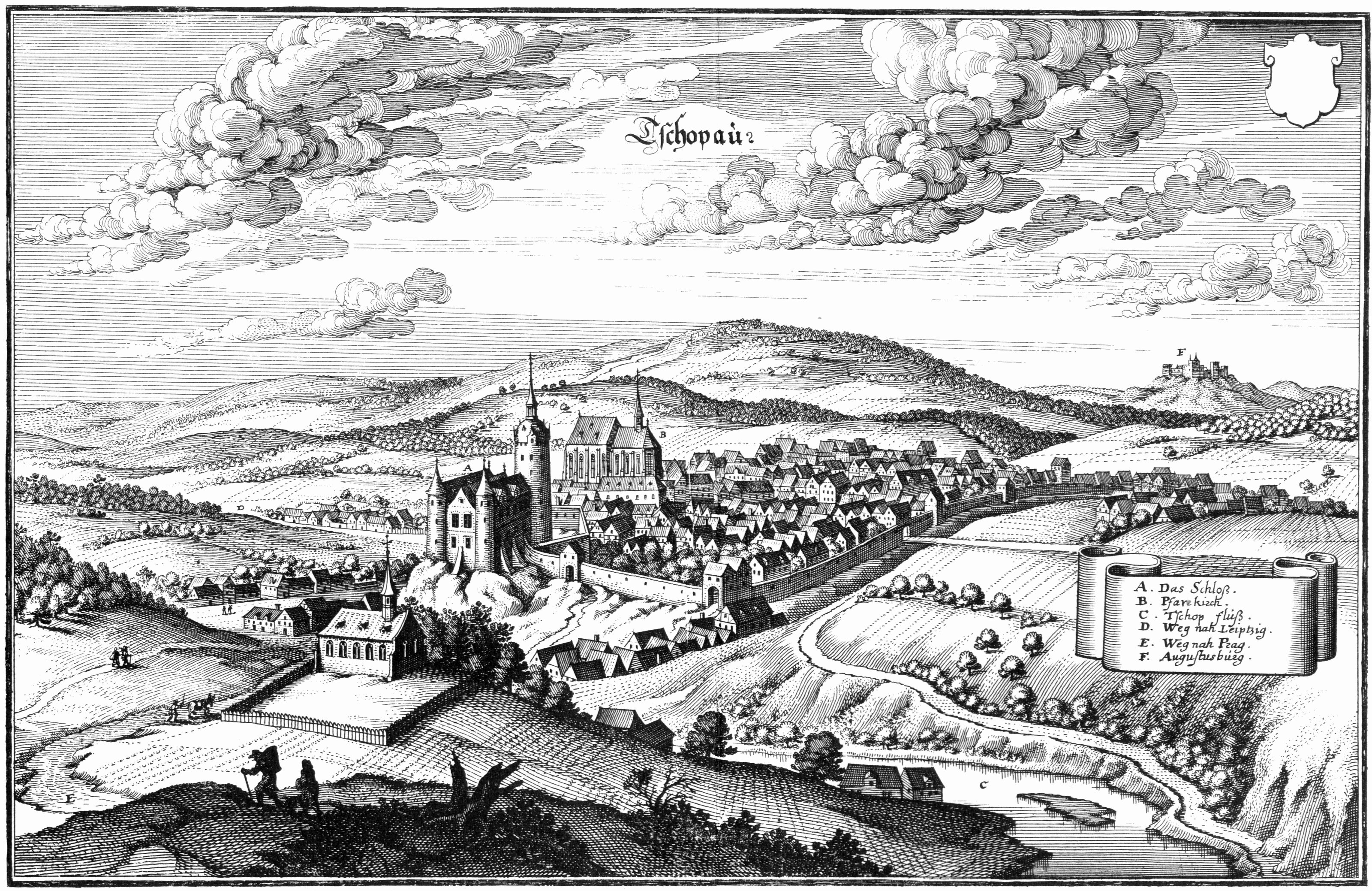
Rytina Matthäuse Meriana zachycující město v 17. století

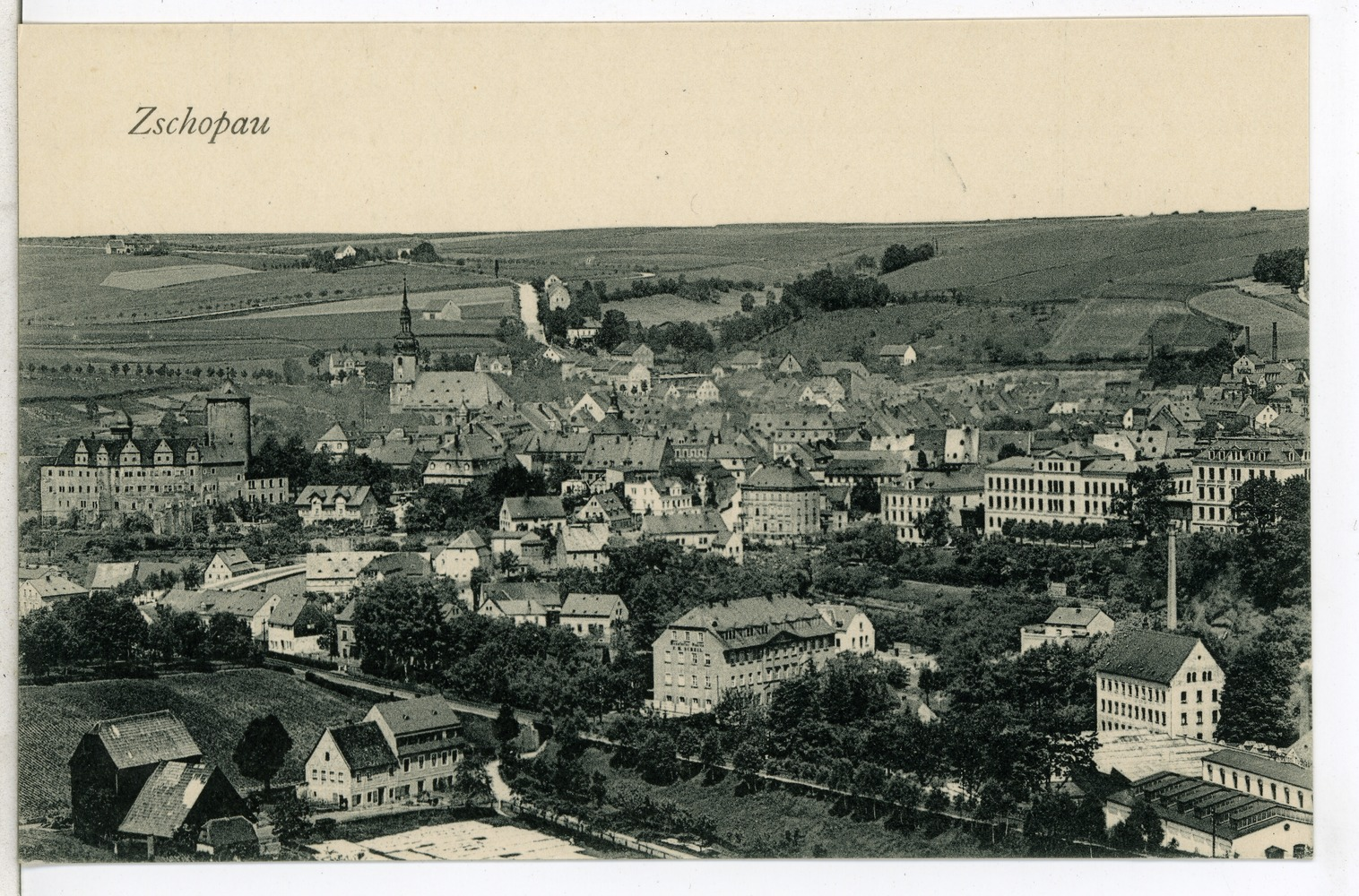
Pohlednice zachycující město v roce 1907

### Středověk
V polovině 12. století vznikla strážní věž, kolem které byl později postaven hradní komplex za účelem dohledu nad brodem přes řeku Zschopau na místní solné stezce. Tato cesta začínající v Halle pokračující přes Lipsko zde překračovala řeku a pak pokračovala přes tehdy hustě zalesněné výšiny Krušných hor do Čech a Prahy. V listině z roku 1174 je stezka uváděna jako antiqua semita Bohemorum. O vzniku samotného města zmínky neexistují, ale vzniklo pravděpodobně ve stejné době. Prvně bylo uvedeno v roce 1286 ve tvaru Schapa, následně zmínka z roku 1292 uvádí Zschopau jako opevněné město. Od roku 1300 patřilo pánům z Waldenburgu a od roku 1456 bylo vlastnictvím saských kurfiřtů. Od 14. století se zde těžilo především stříbro.
15. století bylo významné pro rozvoj města. V jeho polovině město získalo práva pořádat trhy a vařit vlastní pivo. Díky solné stezce se zde rozvíjel obchod a řemesla. Na konci 15. století byl postaven místní městský kostel sv. Martina, obnovena radnice a opevnění. V roce 1493 město získalo titul svobodného hornického města. Mezi horními městy v Krušných horách však nikdy nepatřilo k nejvýznamnějším.

### Novověk
V roce 1516 byl prvně postaven most přes řeku. Mezi lety 1545 až 1547 nechal saský vévoda a pozdější kurfiřt Mořic Saský (německy Moritz) přestavět hradní komplex do podoby loveckého zámku s názvem Wildeck. Ten následně až do začátku 20. století sloužil jako sídlo vrchního lesního a mysliveckého úřadu.
V první polovině 17. století bylo město zasaženo morem a opakovaně postiženo během třicetileté války. Kromě nuceného ubytování vojáků bylo v průběhu drancováno a vypáleno. Po roce 1648 se opět začalo Zschopau rozvíjet jako centrum obchodu a řemesel podpořené místní těžbou. To trvalo do druhé poloviny 18. století, kdy město potkala řada katastrof od následků Sedmileté války přes hladomor po městský požár, který zasáhl v roce 1748 téměř celé město. Následkem toho bylo znovupostavení většiny zdejších staveb včetně místního kostela a radnice v barokním duchu.
Mezi lety 1812 až 1815 byl postaven kamenný most přes řeku Zschopau. V průběhu stavby přes něj prošla vojska spojené rakousko-ruské armády směřující k Lipsku na tamní bitvu národů. Ve městě přenocoval car Alexandr I. V této době také vznikají první místní textilní továrny, přičemž tradice textilní výroby ve městě tou dobou již existovala. S rozvojem textilního průmyslu populačně město značně rostlo, což bylo přerušeno v roce 1872, kdy zkrachovala největší místní továrna rodiny Bodemerů po krachu na Vídeňské burze. Zcela však rozvoj města zastaven nebyl, ještě předtím byla přivedena do Zschopau železniční trať v roce 1866 a v posledních desetiletích 19. století byla zřízena městská nemocnice, měšťanská škola, učitelský seminář, plynárna, vodovod a telefonní linka.

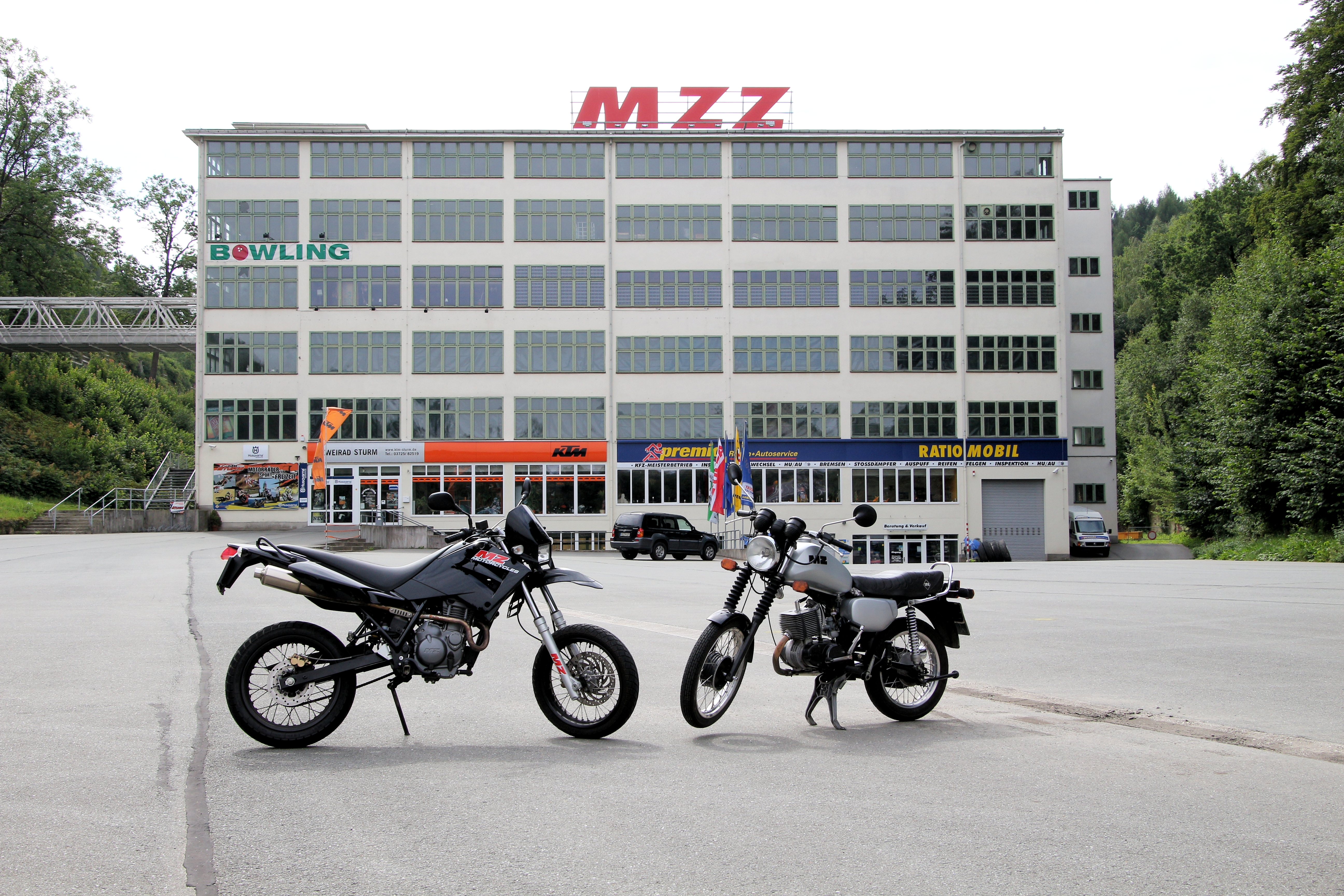
Příklady pozdější produkce továrny na motocykly před původní budovou v Zschopau

### Dvacáté století
Průmysl se rozvíjel i na počátku 20. století, tentokrát hlavně strojírenství. V roce 1919 vyvinul místní inženýr Hugo Ruppe malý dvoudobý motor pro hračkové pohony s označením D.K.W. (= Des Knaben Wunsch - přeložitelné jako chlapecký sen), který položil základ následné výrobě motorů pro motocykly v Zschopau. V letech 1928 a 1929 byla motorárna Zschopauer J. S. Rasmussen se svou značkou DKW největší motocyklovou továrnou na světě, co se týká objemu výroby. V roce 1932 se motorárna Zschopauer sloučila s dalšími saskými výrobci vozidel a vytvořila společnost Auto Union AG se sídlem v Saské Kamenici. Právě sloučením celkem 4 značek vzniklo typické logo Audi.
Ke konci druhé světové války byl v listopadu roku 1944 zřízen právě v továrně Auto Union AG pobočný tábor koncentračního táboru Flossenbürg. Drženo zde bylo 500 žen židovského původu hlavně z Maďarska, Polska, Francie a Slovenska. Práce spočívala ve výrobě letadel a vozidel. 5 z nich zde zemřelo, zbytek zde byl držen do 13. dubna 1945, kdy byly po zrušení pobočného tábora převezeny do Terezína. Tyto oběti připomíná od roku 2005 pomník na místním hřbitově.
V únoru a březnu roku 1945 bylo město bombardováno, přičemž cílem měly být právě závody Auto Union AG. Podle původních plánů měl být ke konci války odstřelen také zdejší most, to však nakonec nebylo realizováno. Město 8. května osvobodila Rudá armáda. Po skončení války bylo téměř veškeré vybavení místní továrny odvezeno jako válečná kořist do Iževsku. Mezi lety 1949 až 1950 byla obnovena výroba motocyklů a závod byl v roce 1952 přejmenován na Motorradwerk Zschopau, z čehož vznikla i zkratka MZ, pod kterou byly od roku 1965 vyráběny všechny modely. V roce 1975 společnost opět dosáhla celosvětového rekordu ve výrobě motocyklů v jednom roce s počtem 92 000 kusů. Po znovusjednocení Německa se však firmě rychle přestalo dařit a v prosinci 1991 vyhlásila insolvenci, načež byla v červnu roku 1992 uzavřena.

## Obyvatelstvo
| Rok            | 1750  | 1841  | 1871  | 1890  | 1910  | 1925  | 1939  | 1946  | 1964   | 1990   | 1995   | 2000   | 2005   | 2010   | 2015  | 2020  |
| -------------- | ----- | ----- | ----- | ----- | ----- | ----- | ----- | ----- | ------ | ------ | ------ | ------ | ------ | ------ | ----- | ----- |
| Počet obyvatel | 4 300 | 6 100 | 7 877 | 7 441 | 6 732 | 7 455 | 8 854 | 8 983 | 10 291 | 14 552 | 13 449 | 12 364 | 11 493 | 10 317 | 9 538 | 9 024 |

## Správní členění
Zschopau se dělí na 4 místní části:
- Zschopau
- Wilischthal (část obsahují Scharfensteiner Straße od roku 1905)
- Krumhermersdorf (od roku 1999)
- Ganshäuser (od roku 1988 součástí Krumhermersdorfu)

## Doprava

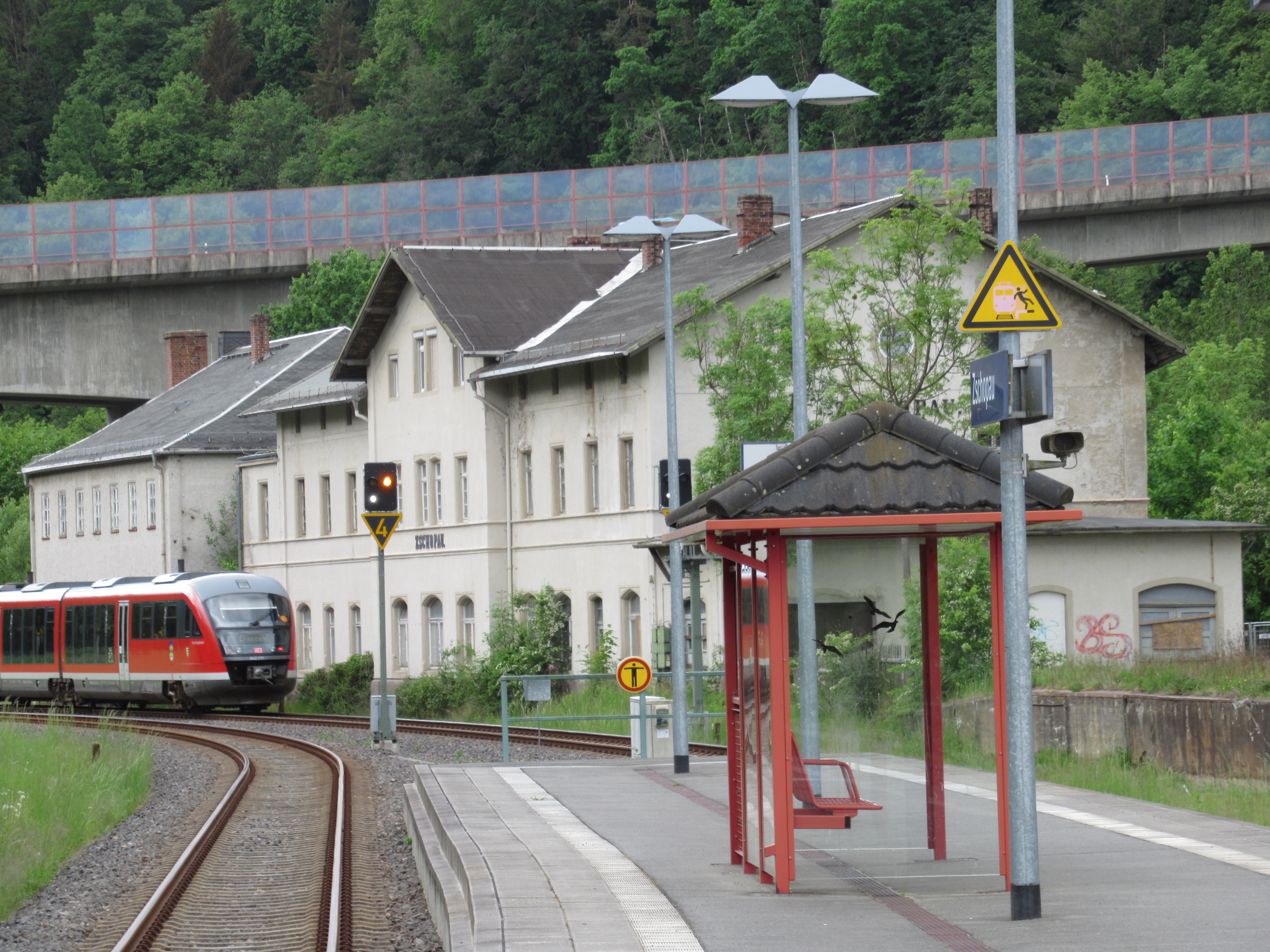
Místní nádraží s jednotkou Desiro DB Erzgebirgsbahn

Západně od centra města prochází spolková silnice (Bundesstraße) B 174 vedoucí od hranic s Českem, kde navazuje na silnici I/7 potažmo dálnici D7, do Saské Kamenice. Právě na území města, na začátku nově vybudovaného mostu přes řeku Zschopau, se mění charakter této silnice na dálniční.
Ve městě se nachází autobusové nádraží, kam zajíždí i dálkové spoje. Kromě toho zde v roce 2022 zajišťovala společnost Regionalverkehr Erzgebirge (RVE) spojení jak s dalšími obcemi v okrese, tak po městě samotném.
Od roku 1866 je město napojené na železniční síť. Vede sem dle údolí místní řeky pojmenovaná Zschopautalbahn z Flöhy do Cranzahlu. Z Flöhy se dá pokračovat do Saské Kamenice nebo do Drážďan. Z Cranzahlu do českých Vejprt. Provoz zde v roce 2022 zajišťovala místní odnož DB Erzgebirgsbahn. Kromě nádraží Zschopau se nachází jihovýchodně od centra také nádraží Zschopau-Ost a v místní části Wilischthal stejnojmenné nádraží. Z tohoto nádraží vedla mezi lety 1886 až 1976 úzkokolejná trať Saských úzkorozchodných drah do města Thum.

## Pamětihodnosti
- Kostel sv. Martina - Kostel s pozdně gotickými základy z roku 1494. Po požáru v roce 1748 částečně přestavěný v barokním stylu s třetími největšími varhany v Sasku.[19]
- Nová budova městské radnice - Vznikla barokní přestavbou v roce 1751 z původního renesančního paláce se základy z roku 1561. Od poloviny 19. století je sídlem radnice.[20]
- Poštovní sloup (milník) z roku 1727
- Pozůstatky městského opevnění z 15. století
- Stará budova městské radnice se zvonkohrou z roku 1938.[21] Budova na základech původní radnice z roku 1634 přestavěná po požáru do barokní podoby roku 1751.[22]
- Zámek Wildeck - Původně hradní areál postavený kolem nejstarší strážní věže z poloviny 12. století dohlížející nad brodem na solné stezce do Čech. Do podoby renesančního loveckého zámečku přestavěno v polovině 15. století.[6]
- 2 zastřešené akvadukty z roku 1907

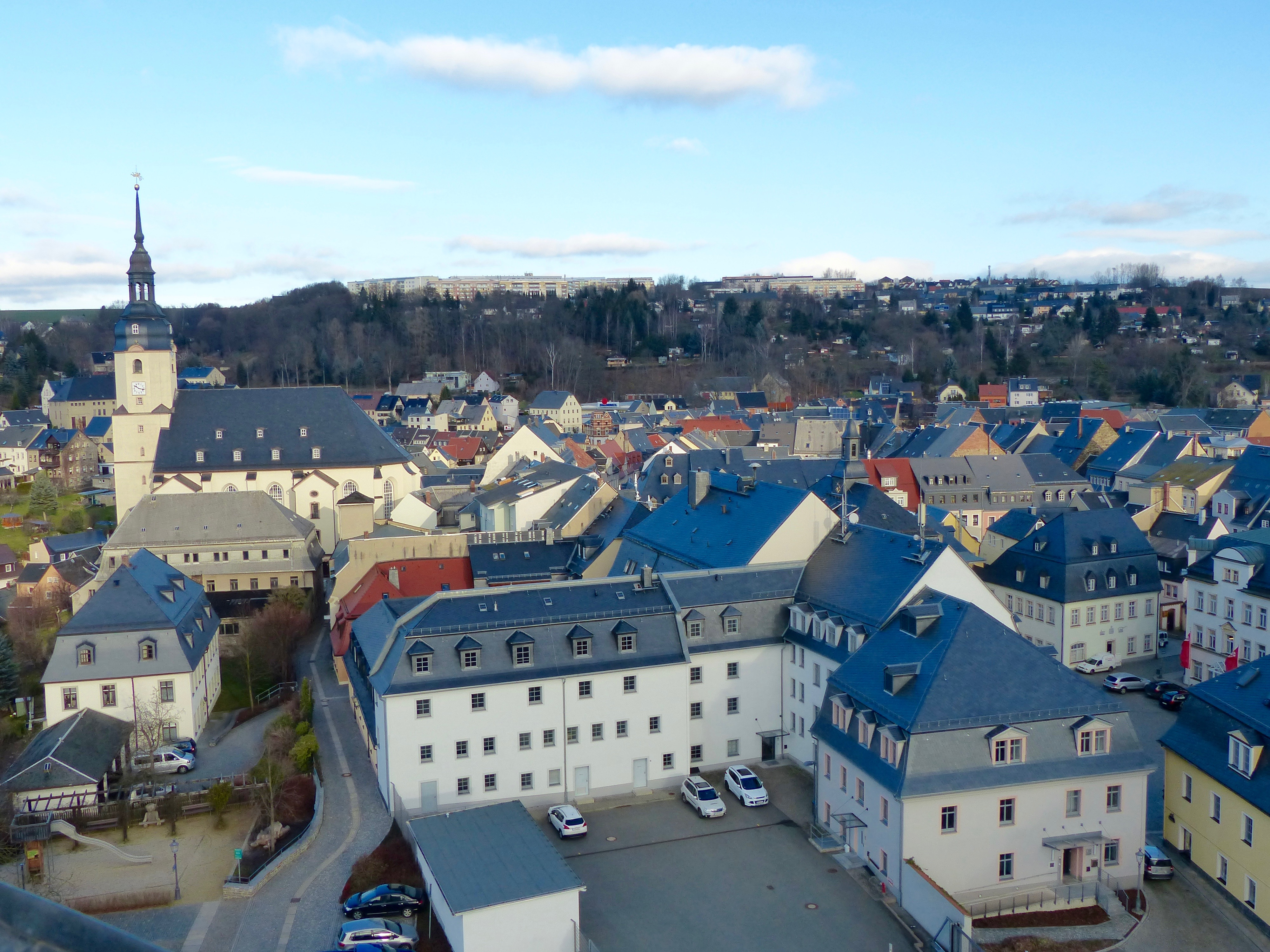
Pohled na historické jádro s kostelem sv. Martina
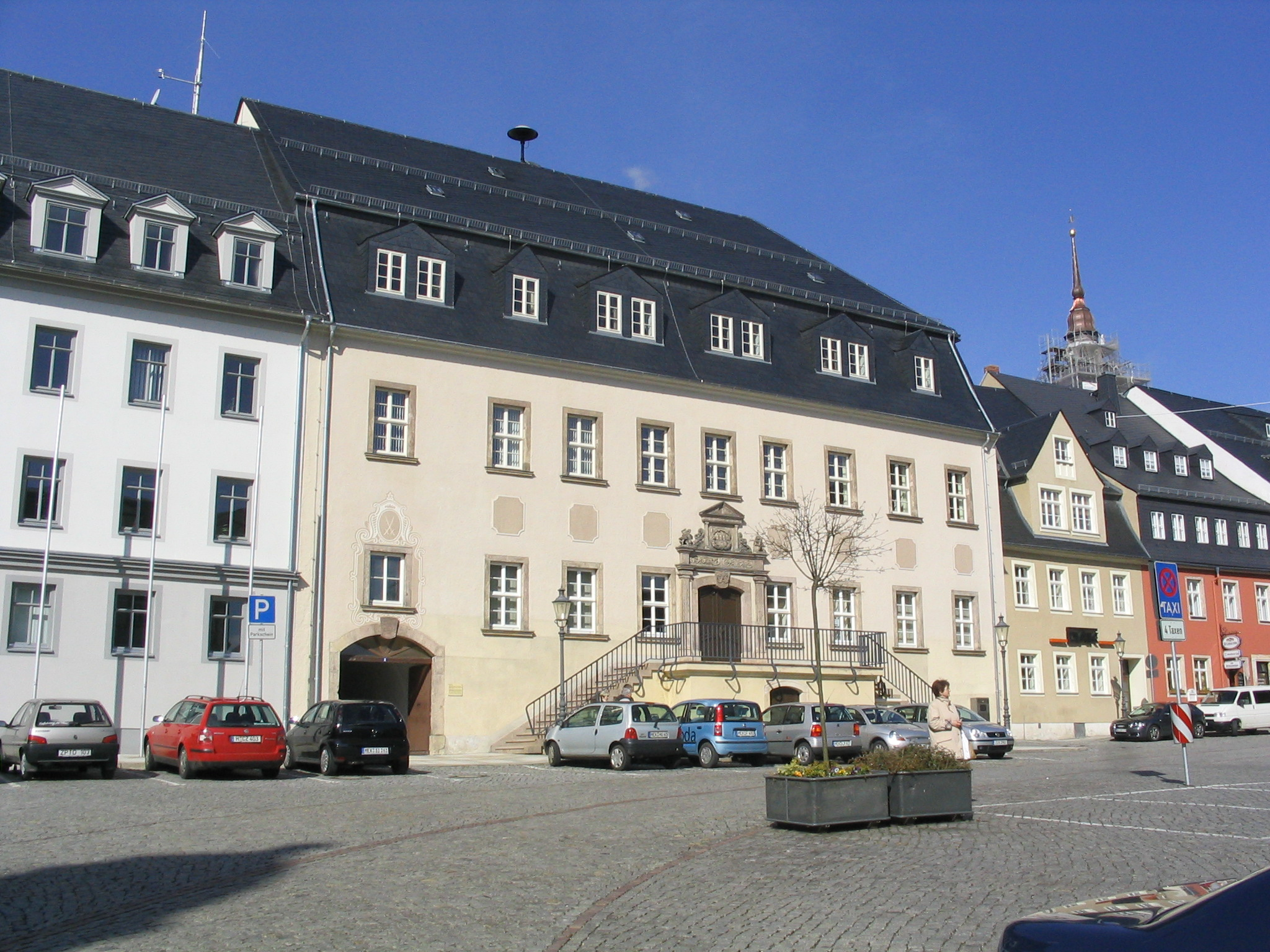
Nová budova radnice
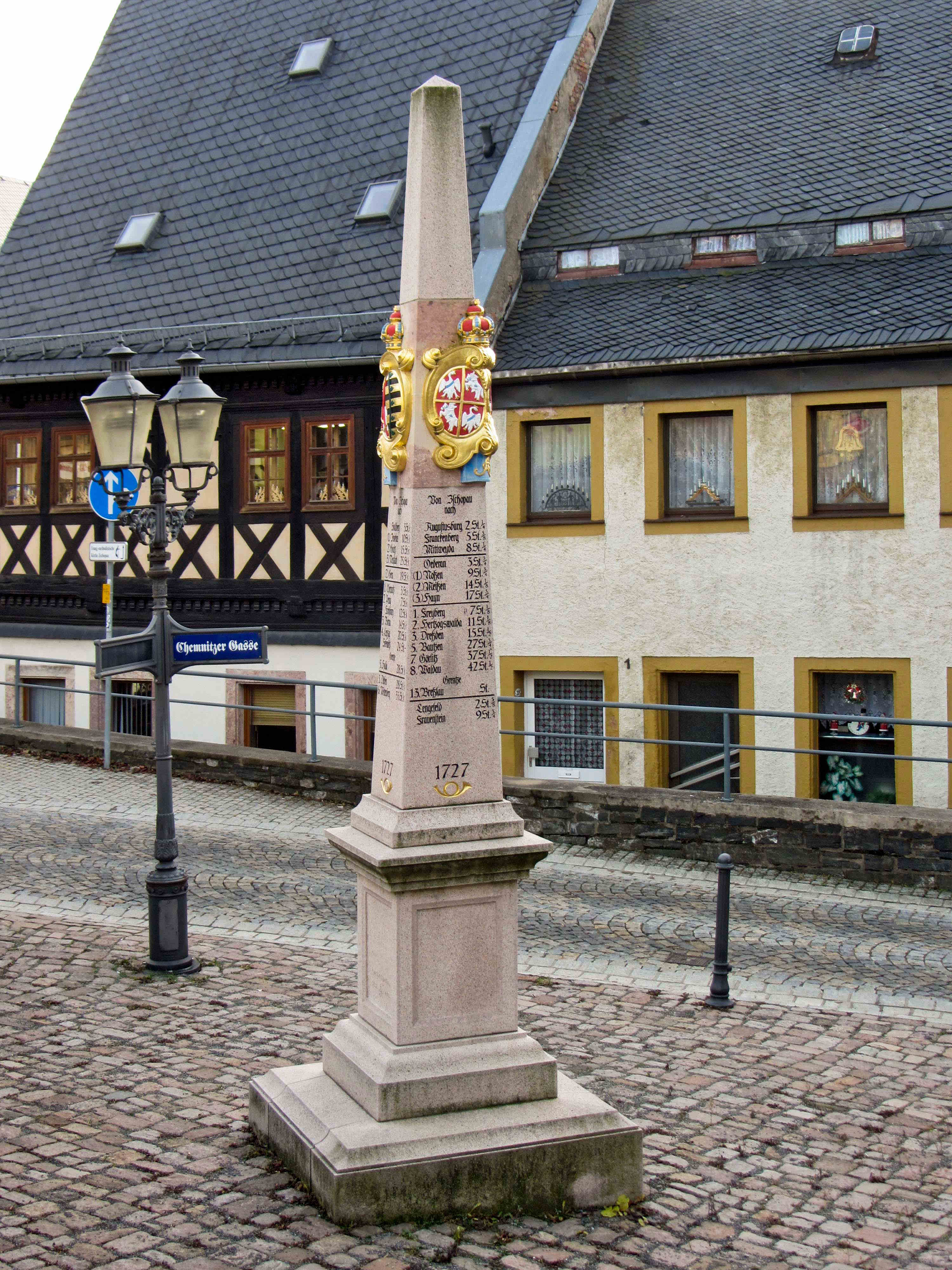
Poštovní milník s historickými měšťanskými domy v pozadí
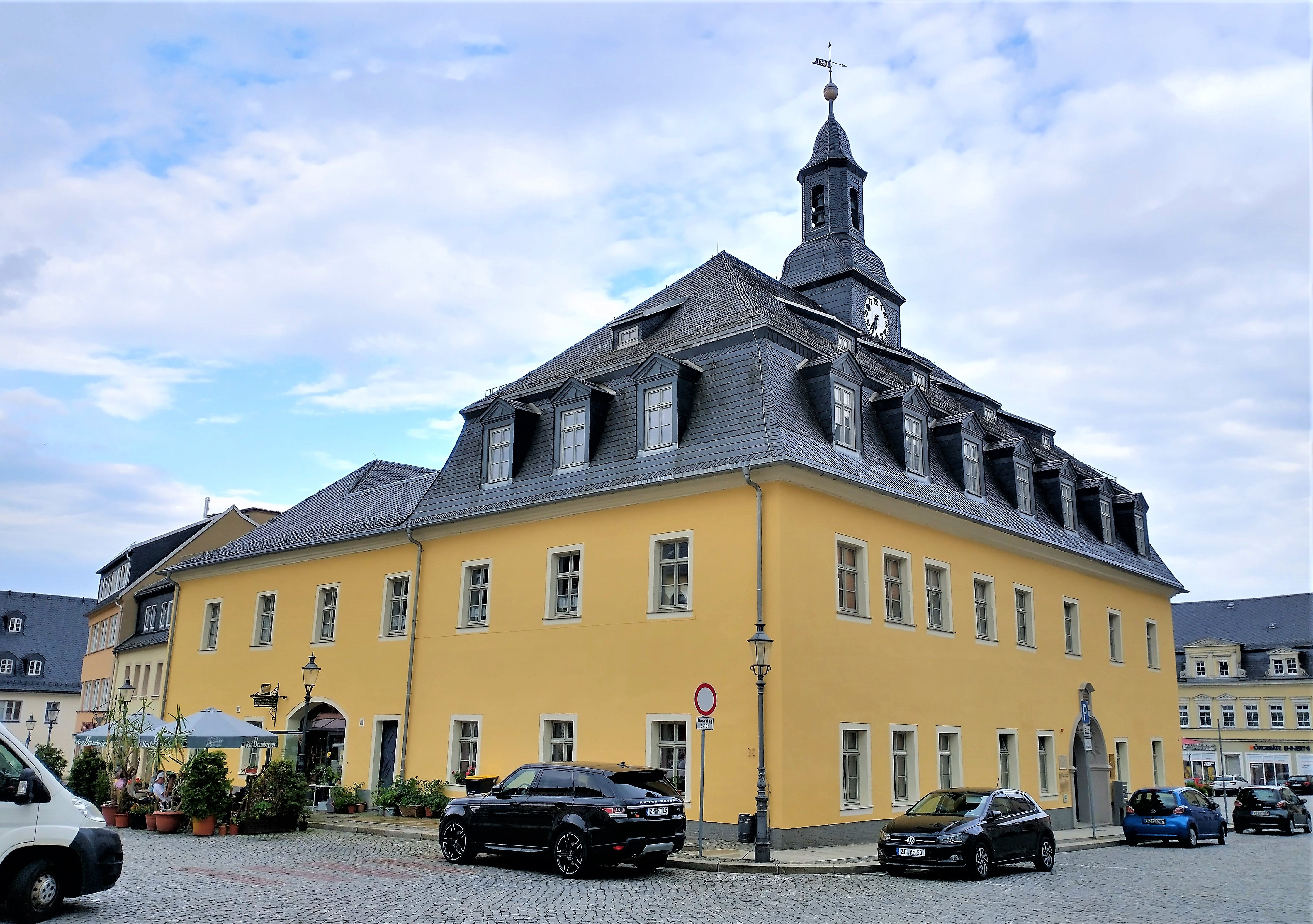
Stará budova radnice
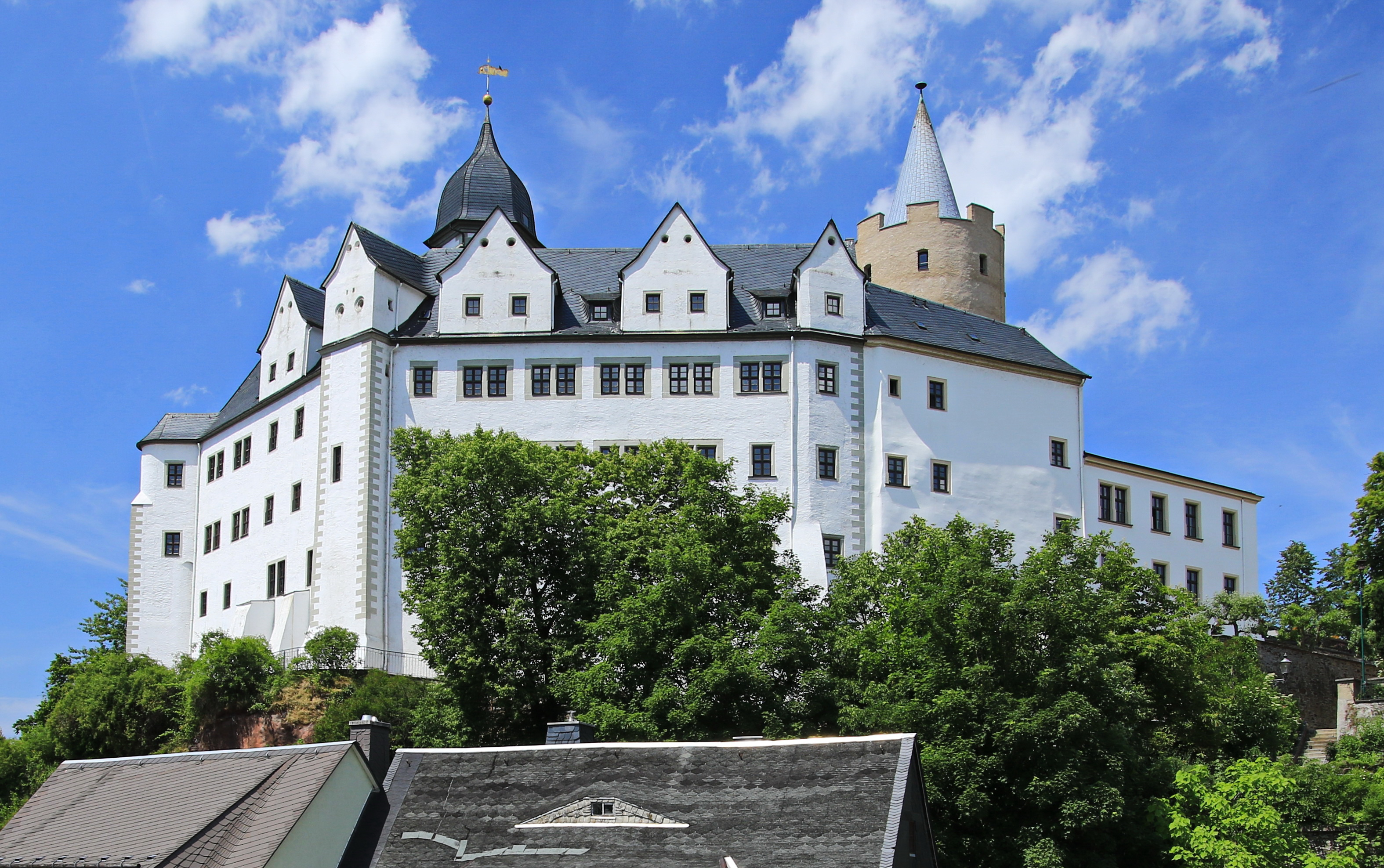
Zámek Wildeck
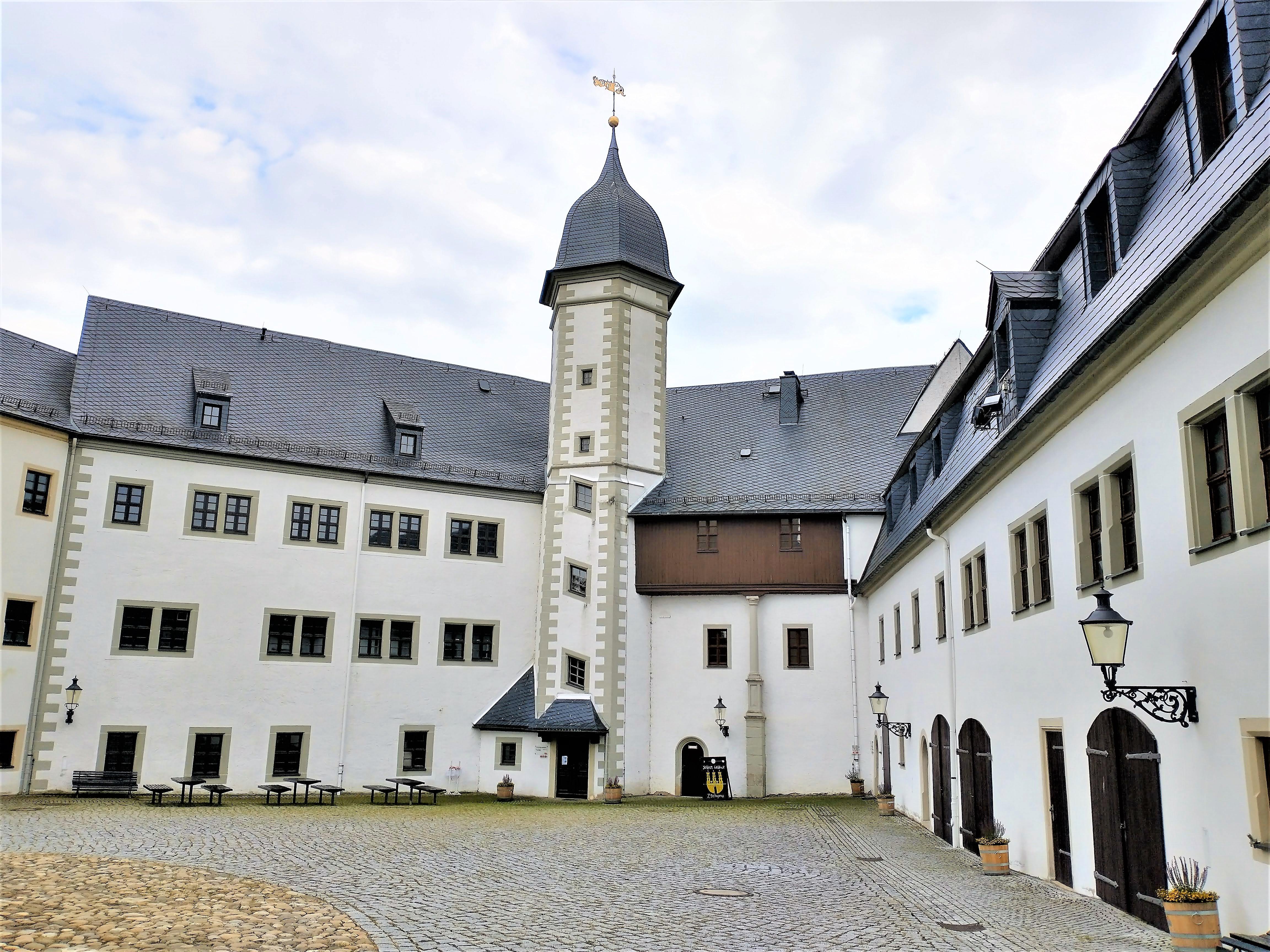
Renesanční nádvoří zámku Wildeck
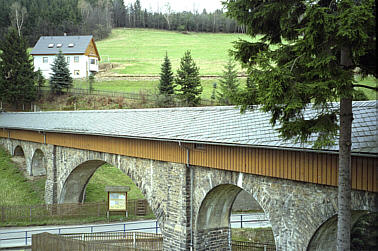
Jeden ze dvou zastřešených akvaduktů, tento v místní části Krumhermersdorf

## Osobnosti
- Karl Schmidt-Hellerau (1873–1948) - průmyslník, sociální reformátor, zakladatel Hellerau - prvního zahradního města v Německu
- Karl Kröner (1887–1972) - malíř
- Hans Friedrich Sachsse (1890–1986) - profesor Technické univerzity v Drážďanech, vědec v oboru lesnictví
- Gerhard Schramm (1923–2010) - diplomat, velvyslanec NDR ve Francii a Rakousku
- Manfred Glöckner (1936–2005) - vodní slalomář
- Stefan Semmler (1952) - veslař
- Frank Uhlig (1955) - fotbalista
- Roland Wieser (1956) - atlet
- Ulf Findeisen (1962) - skokan na lyžích
- Ute Wild (1965) - veslařka
- Claudia Nystad (1978) - běžkyně na lyžích
- Franziska Junge (1981) - herečka a zpěvačka
- Marcus Burghardt (1983) - cyklista
- David Füleki (1985) - autor komiksů
- Candy Bauer (1986) - bobista
- Axel Jungk (1991) - skeletonista
- Rebekka Haase (1993) - atletka, sprintařka
- Florian Hansch (1995) - fotbalista

## Partnerská města
- Louny, Česko (1972)
- Neckarsulm, Německo (1990)
- Veneux-Les Sablons, Francie (2010)[23]